# Nissolia laxior
Nissolia laxior är en ärtväxtart som först beskrevs av Robinson, och fick sitt nu gällande namn av Joseph Nelson Rose. Nissolia laxior ingår i släktet Nissolia och familjen ärtväxter. Inga underarter finns listade i Catalogue of Life.